# Kalavasos-Ayios Dhimitrios
Koordinaten: 34° 45′ 2,4″ N, 33° 18′ 10,5″ O
Kalavasos-Ayios Dhimiytrios ist eine archäologische Ausgrabungsstätte bei Kalavasos auf Zypern. Der Ort liegt im Süden der Insel, ca. 2 km vom Meer entfernt. Die gefundenen Reste datieren vor allem in die Späte Bronzezeit. Der antike Ort war ca. 10 ha groß.
Bei den Ausgrabungen, die 1979 im Zusammenhang mit dem Bau der Autobahn erforderlich wurden, kamen zahlreiche Wohnbauten ans Licht. Herausragend ist ein großer, in Quaderbauweise errichteter Gebäudekomplex. Es handelt sich bisher um eines der größten Gebäude auf Zyperns dieser Periode. Um einen Hof fanden sich zahlreiche Vorratsräume mit Pithoi, in denen Olivenöl gelagert wurde. Daneben fand man auch Werkstätten, in denen dieses verarbeitet wurde.
Der Fund von Schrift und Siegeln deutet auf eine staatliche Leitung der hiesigen Produktion. Es konnten Grabanlagen mit reichen Beigaben, in der die hiesige Elite bestattet wurde, gefunden werden.